# Bundesliga niemiecka w piłce nożnej (1995/1996)
Bundesliga niemiecka w piłce nożnej 1995/1996 – 33. edycja najwyższych w hierarchii rozgrywek ligowych niemieckiej klubowej piłki nożnej. Tytuł mistrzowski obroniła Borussia Dortmund.

## Zespoły
| Uczestnicy poprzedniej edycji                                                                                 | Uczestnicy poprzedniej edycji | Uczestnicy poprzedniej edycji | Uczestnicy poprzedniej edycji |
| --- | ----------------------------- | ----------------------------- | ----------------------------- |
| DOR | Borussia Dortmund             | 1                             |                               |
| WER | Werder Brema                  | 2                             |                               |
| FRG | SC Freiburg                   | 3                             |                               |
| KAI | 1. FC Kaiserslautern          | 4                             |                               |
| MGL | Borussia Mönchengladbach      | 5                             |                               |
| BMU | Bayern Monachium              | 6                             |                               |
| LEV | Bayer Leverkusen              | 7                             |                               |
| KAR | Karlsruher SC                 | 8                             |                               |
| FRA | Eintracht Frankfurt           | 9                             |                               |
| KÖL | 1. FC Köln                    | 10                            |                               |
| S04 | FC Schalke 04                 | 11                            |                               |
| STU | VfB Stuttgart                 | 12                            |                               |
| HSV | Hamburger SV                  | 13                            |                               |
| TSV | TSV 1860 Monachium            | 14                            |                               |
| UER | KFC Uerdingen                 | 15                            |                               |
| Awans z 2. Bundesligi 1994/1995                                                                               |                               |                               |                               |
| ROS | Hansa Rostock                 | 1                             |                               |
| PAU | FC St. Pauli                  | 2                             |                               |
| FOR | Fortuna Düsseldorf            | 3                             |                               |
| Oznaczenia: - kolumna pierwsza – skróty nazw drużyn, - kolumna trzecia – miejsce zajęte w poprzednim sezonie. |                               |                               |                               |

## Tabela
|    | Klub                     | M  | Z  | R  | P  | Bramki | Punkty |
| -- | ------------------------ | -- | -- | -- | -- | ------ | ------ |
| 1  | Borussia Dortmund        | 34 | 19 | 11 | 4  | 76:38  | 68     |
| 2  | Bayern Monachium         | 34 | 19 | 5  | 10 | 66:46  | 62     |
| 3  | FC Schalke 04            | 34 | 14 | 14 | 6  | 45:36  | 56     |
| 4  | Borussia Mönchengladbach | 34 | 15 | 8  | 11 | 52:51  | 53     |
| 5  | Hamburger SV             | 34 | 12 | 14 | 8  | 52:47  | 50     |
| 6  | Hansa Rostock            | 34 | 13 | 10 | 11 | 47:43  | 49     |
| 7  | Karlsruher SC            | 34 | 12 | 12 | 10 | 53:47  | 48     |
| 8  | TSV 1860 Monachium       | 34 | 11 | 12 | 11 | 52:46  | 45     |
| 9  | Werder Brema             | 34 | 10 | 14 | 10 | 39:42  | 44     |
| 10 | VfB Stuttgart            | 34 | 10 | 13 | 11 | 59:62  | 43     |
| 11 | SC Freiburg              | 34 | 11 | 9  | 14 | 30:41  | 42     |
| 12 | 1. FC Köln               | 34 | 9  | 13 | 12 | 33:35  | 40     |
| 13 | Fortuna Düsseldorf       | 34 | 8  | 16 | 10 | 40:47  | 40     |
| 14 | Bayer 04 Leverkusen      | 34 | 8  | 14 | 12 | 37:38  | 38     |
| 15 | FC St. Pauli             | 34 | 9  | 11 | 14 | 43:51  | 38     |
| 16 | 1. FC Kaiserslautern     | 34 | 6  | 18 | 10 | 31:37  | 36     |
| 17 | Eintracht Frankfurt      | 34 | 7  | 11 | 16 | 43:68  | 32     |
| 18 | KFC Uerdingen            | 34 | 5  | 11 | 18 | 33:56  | 26     |